# UFC on ESPN: Chiesa vs. Magny
UFC on ESPN: Chiesa vs. Magny (también conocido como UFC on ESPN 20 y UFC Fight Island 8) fue un evento de artes marciales mixtas producido por Ultimate Fighting Championship que tuvo lugar el 20 de enero de 2021 en el Etihad Arena de la isla de Yas, en Abu Dhabi, Emiratos Árabes Unidos.

## Antecedentes
A partir de UFC on ABC: Holloway vs. Kattar, se permitió un número limitado de aficionados dentro del recién construido Etihad Arena, marcando la primera vez desde UFC 248 en marzo de 2020 que el personal no esencial del evento estuvo presente. El recinto tiene una capacidad máxima de más de 18000 personas, pero la UFC espera tener cerca de 2000 aficionados para cada uno de los eventos de la isla de la lucha durante la semana.
En un principio se esperaba que el combate de Peso Wélter entre Leon Edwards y Khamzat Chimaev encabezara este evento. Inicialmente estaba previsto que fuesen la cabeza de cartel de UFC Fight Night: Thompson vs. Neal en diciembre, pero el combate se canceló debido a que Edwards sufrió graves síntomas de COVID-19. A su vez, Chimaev se retiró del concurso el 29 de diciembre debido a su propia recuperación del COVID-19. Edwards tenía la esperanza de permanecer en la tarjeta contra un reemplazo, pero los funcionarios de la promoción tenían la intención de dejar el emparejamiento intacto y reprogramarlo de nuevo para una fecha posterior en 2021. Como resultado, un combate de Peso Wélter entre el ganador de The Ultimate Fighter: Live, Michael Chiesa y Neil Magny, fue el evento principal.
Un combate de Peso Mosca Femenino entre la ex aspirante al Campeonato Femenino de Peso Mosca de la UFC Roxanne Modafferi y Viviane Araújo estuvo brevemente vinculado a un evento que se esperaba que tuviera lugar el 30 de enero. Sin embargo, la pelea fue reprogramada y tuvo lugar en este evento.
Matt Schnell y Tyson Nam se enfrentaron en un combate de Peso Mosca en este evento. El emparejamiento estaba previsto para septiembre en UFC Fight Night: Waterson vs. Hill, pero la pelea fue cancelada el día del pesaje del evento, ya que Schnell fue considerado médicamente no apto para competir debido a complicaciones relacionadas con su corte de peso. En un primer momento, se volvió a programar para UFC Fight Night: Thompson vs. Neal, antes de ser trasladado a este evento.
A finales de diciembre de 2020, la UFC optó por no celebrar un evento en la fecha prevista del 30 de enero y decidió reprogramar varios combates para esta tarjeta:
- Un combate de Peso Wélter entre el ex Campeón de Peso Wélter de la WEC y ex Campeón Interino de Peso Wélter de la UFC, Carlos Condit, y Matt Brown.[18][19] Finalmente, se trasladaron a UFC en ABC: Holloway vs. Kattar.[20] Inicialmente estaban programados para enfrentarse en UFC on Fox: Johnson vs. Benavidez 2 en diciembre de 2013, pero Brown se retiró debido a una lesión no revelada.[21] Fueron reservados una vez más en abril de 2018 para UFC on Fox: Poirier vs. Gaethje, pero Brown tuvo que retirarse por segunda vez al lesionarse el ligamento cruzado anterior.[22]
- Un combate de Peso Mosca entre Jeff Molina y Zarrukh Adashev.[23] Se esperaba brevemente que se enfrentaran en UFC Fight Night: Felder vs. dos Anjos, pero finalmente se reprogramó para la fecha cancelada.[24][25] Una vez más, Molina se retiró del evento a finales de diciembre debido a un test de COVID-19 positivo y fue sustituido por Su Mudaerji.[26][27]
- Un combate de Peso Ligero entre Vinicius Moreira e Isaac Villanueva.[28][23]
- La revancha de Peso Gallo entre Pedro Munhoz y Jimmie Rivera.[29][23] Anteriormente se enfrentaron en UFC Fight Night: Belfort vs. Henderson 3 en noviembre de 2015, cuando Rivera ganó por decisión dividida.[30] El emparejamiento fue reprogramado una vez más a principios de enero, ya que se trasladó a UFC 258 debido a razones no reveladas.[31]
- Un combate de Peso Mosca Femenino entre las recién llegadas a la promoción Victoria Leonardo y Natália Silva.[32][33] A su vez, Silva se retiró por una fractura de cúbito y fue sustituida por la también recién llegada Manon Fiorot.[34][35]

Un combate de Peso Wélter entre Mike Jackson y Dean Barry estuvo brevemente vinculado a este evento. Sin embargo, el emparejamiento fue retirado por razones no reveladas y el plan es volver a reservar la pelea para marzo o abril.
Otro combate que se reservó en breve fue el de peso medio entre Dalcha Lungiambula e Isi Fitikefu. Sin embargo, Fitikefu fue retirado por una lesión en el codo y sustituido por Markus Pérez.
Un combate de Peso Gallo entre los recién llegados a la promoción Umar Nurmagomedov y Sergey Morozov estaba inicialmente programado para tener lugar en UFC 254, pero Nurmagomedov se retiró debido a una enfermedad. El emparejamiento se reprogramó entonces para UFC 257. Sin embargo, el combate fue reprogramado de nuevo para tener lugar en este evento.
Un combate de Peso Medio entre Omari Akhmedov y Tom Breese estaba originalmente programado para UFC on ABC: Holloway vs. Kattar. Sin embargo, el emparejamiento fue reprogramado para tener lugar en este evento debido a "cuestiones relacionadas con la COVID-19".

## Premios de bonificación
Los siguientes luchadores recibieron bonificaciones de $50000 dólares.
- Pelea de la Noche: Mike Davis vs. Mason Jones
- Actuación de la Noche: Warlley Alves y Umar Nurmagomedov